# 代沃吕地区圣艾蒂安
代沃吕地区圣艾蒂安（法語：Saint-Étienne-en-Dévoluy）是法国上阿尔卑斯省的一个市镇，属于加普区（Gap）。该市镇的总面积为67.87平方公里，2009年时的人口为502人。

## 人口
代沃吕地区圣艾蒂安人口变化图示
| 数据来源：INSEE |